# Erythria pedemontana
Erythria pedemontana är en insektsart som beskrevs av Vidano 1959. Erythria pedemontana ingår i släktet Erythria och familjen dvärgstritar.
Artens utbredningsområde är Italien. Inga underarter finns listade i Catalogue of Life.